# Ntfonjeni
Ntfonjeni ist ein Inkhundla (Verwaltungseinheit) im Norden der Region Hhohho in Eswatini, an der Nordgrenze zu Südafrika. Das Inkhundla ist 272 km² groß und hatte 2007 gemäß Volkszählung 21.142 Einwohner.

## Geographie
Das Inkhundla liegt im Norden der Region Hhohho südlich des Flusses Mlumati (Lomati). Hauptverkehrsader im Bezirk ist die MR 1, die von Piggs Peak nach Timpisini im Norden verläuft. Nach Nordwesten, zur Grenze von Südafrika hin, erstreckt sich das Schutzgebiet Makhonjwa Nature Reserve. 

## Gliederung
Der Bezirk gliedert sich in die Imiphakatsi (Häuptlingsbezirke) Emvembili, Evusweni, KaHhelehhele, KaHhohho, KaLomshiyo, KaNdwandwe und Mshingishingini. 